# Криптоиудаизм
Криптоиудаизм — тайное исповедование иудаизма при показном публичном исповедовании другой веры. Тайно исповедовавших иудаизм называют «криптоиудеями» (греч. κρυπτός — «тайный»).
Термин «криптоиудей» также относится к евреям, которые соблюдают (нередко тайно) некоторые из еврейских традиций своих предков, но на людях отправляют другие обряды (чаще всего католические). Это явление связано в первую очередь с Испанией раннего Нового времени после Альгамбрского декрета.

## Европа
Официально евреи, перешедшие в христианство в Испании в XIV веке, назывались «новыми христианами» (Cristianos Nuevos), но чаще их называли «обращёнными», «выкрестами» (conversos). Испания и Португалия законодательно ограничивали их права как на территории королевств, так и в своих колониях. Несмотря на опасность преследования инквизицией, многие конверсос продолжали тайно совершать иудейские ритуалы.
На Балеарских островах после Альгамбрского декрета 1492 года многочисленные конверсос, которых также называли шуэтас, открыто исповедовали католицизм, но в частной жизни придерживались иудаизма. Шуэтас — наиболее широко известная группа криптоиудеев.